# Sarcophaga mulaba
Sarcophaga mulaba är en tvåvingeart som beskrevs av Charles Howard Curran 1934. Sarcophaga mulaba ingår i släktet Sarcophaga och familjen köttflugor. Inga underarter finns listade i Catalogue of Life.